# Rosa Stanisci
Rosa Stanisci (San Vito dei Normanni, 4 giugno 1960) è un'ex politica e sindacalista italiana.

## Biografia
Giovane iscritta alla FGCI, confluisce nel PCI venendo eletta prima in consiglio comunale e nel 1991 sindaco della sua città natale nelle liste del PDS. In quegli anni il suo impegno è incentrato alla lotta contro la malavita e la mafia.
Sindacalista attiva nella CGIL ha ottenuto importanti rivendicazioni sui diritti delle donne assunte come braccianti stagionali.
Candidata alla Camera nel 1994 viene eletta e poi confermata nella legislatura successiva. Nel 2001 viene eletta al Senato.
Tesserata col PD, rinuncia all'iscrizione e nel 2020 annuncia il suo ritiro definitivo dal mondo della politica.